# Liste des rivières de la côte morbihannaise

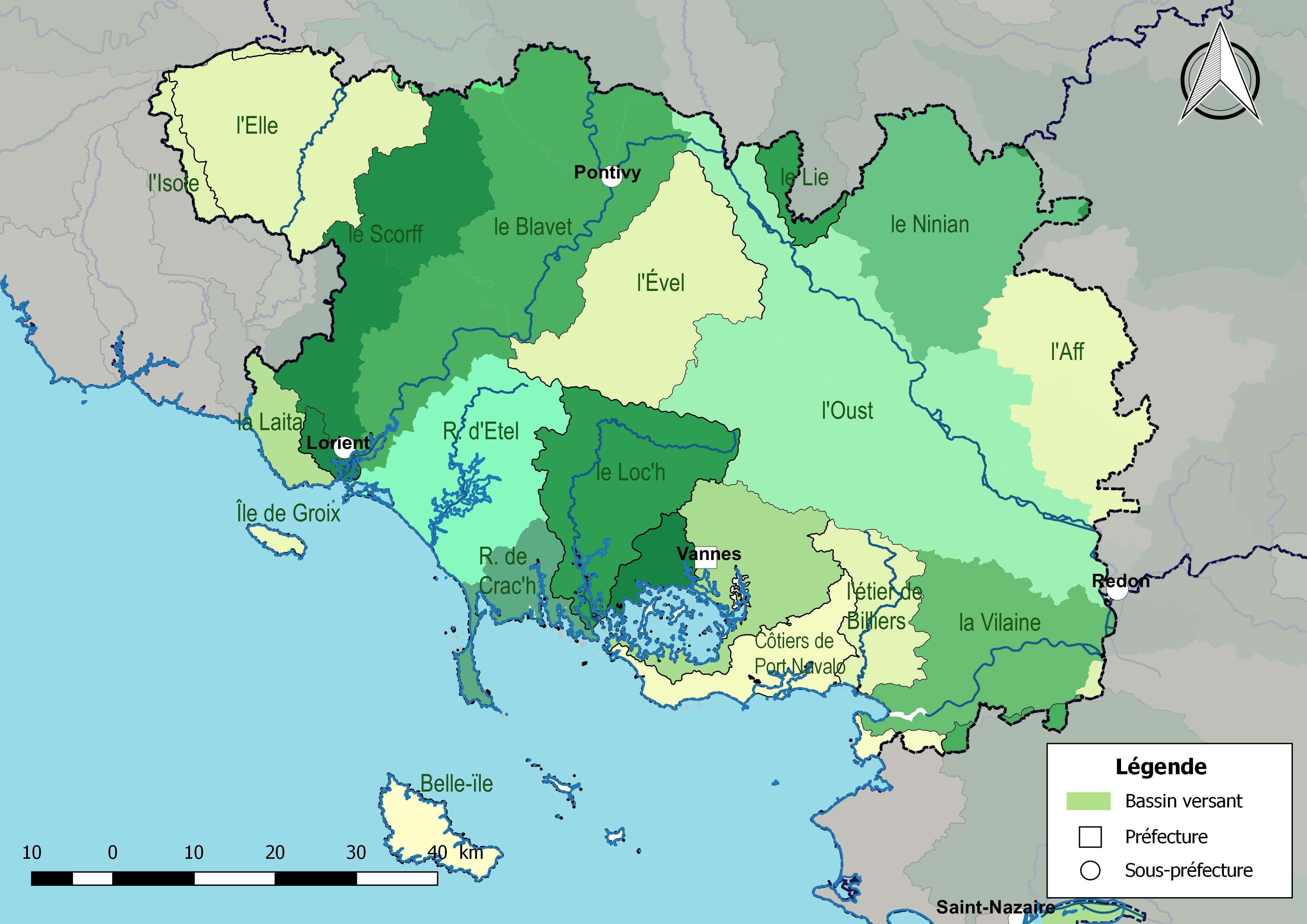
Carte des principaux bassins versants du Morbihan.

Les rivières de la côte morbihannaise sont les estuaires des fleuves côtiers s'étendant régulièrement le long de la côte du département breton du Morbihan. Formant des baies envahies et élargies par l'océan Atlantique, ces estuaires subissent de fortes marées. La culture des coquillages (principalement ostréiculture et conchyliculture) y est souvent pratiquée.

## Nom
Les rivières morbihannaise forment ce que l'on nomme ailleurs des rias ou des abers. La plupart du temps, la rivière porte le nom du plus gros village situé sur ses rives (rivière d'Étel, rivière de Crac'h, etc.) ; les plus importantes portent toutefois des noms propres à part entière (Scorff, Blavet, etc.).
Cette toponymie n'est pas spécifique au Morbihan : les rivières de Daoulas et Pont-l'Abbé, dans le Finistère, et la rivière de Tréguier, dans les Côtes-d'Armor, présente des caractéristiques similaires.

## Liste
En suivant la côte morbihannaise, d'ouest en est :
- Laïta
- Rade de Lorient :
  - Scorff
  - Blavet
- Rivière d'Étel
- Rivière de Crac'h
- Rivière de Saint-Philibert

- Golfe du Morbihan :
  - Rivière d'Auray
  - Rivière du Bono
  - Rivière de Conleau ou Vincin
  - Rivière de Vannes, ou Marle
  - Rivière de Noyalo

- Rivière de Penerf ou de Damgan :
  - Rivière de Sarzeau
  - Rivière de l'Épinay

- Rivière de Saint-Éloi ou de Billiers
- Vilaine